# Pan sobado de La Rioja
El pan sobado de La Rioja, también llamado pan sobao, es una variedad de pan de masa dura típico de La Rioja, España. Contiene harina de trigo, agua, masa madre y sal, y requiere un trabajo de amasado y posterior refinado con cilindros. Se dice que para elaborar un buen pan sobado «hay que tocar mucho la masa», y de ahí su nombre. El pan sobado se considera el pan prototípico de La Rioja.
La creación de la marca Pan Sobado de La Rioja a finales de 2013 tiene el objetivo de garantizar el origen geográfico de este pan tradicional, y de certificarlo como producto de calidad. Fue Eduardo Villar, panadero de Logroño y divulgador de la tradición panadera riojana, el principal impulsor de esta marca, como presidente de la Asociación de Fabricantes Expendedores de Pan y Afines (ARFEPÁN), en acuerdo con la Consejería de Agricultura, Ganadería y Medio Ambiente, en ese momento presidida por Iñigo Nagore. El titular de la marca es ARFEPAN, fundada en 1977, que ha autorizado a 45 empresas panaderas de la región a producir bajo este sello.

## Elaboración
El reglamento de elaboración de la marca establece que el pan se debe elaborar con harina de fuerza de trigo panificable (un 30% del cual debe proceder de la comunidad autónoma), masa madre natural, agua, levadura y sal. Antiguamente, para lograr la masa dura se pasaba por una sobadera (nombre riojano para la refinadora), un aparato con dos cilindros por entre los cuales se hace pasar la masa para volverla compacta.
La masa se greña formando rombos que, una vez pasado el pan por el horno, se convierten en picos. También se greña por la base y a veces de otras maneras. En el caso de las hogazas redondas, se les hace seis cortes laterales, formando un hexágono.
La temperatura y otros aspectos de la fermentación también están regulados, así como el horneado, que se hace con poco vapor.

## Formatos
Los panes sobados se presentan en los siguientes formatos:
- La barra, con un peso máximo de 430 g, y un largo máximo de 40 cm
- La hogaza, con un peso máximo de 500 g, y un diámetro máximo de 20 cm